# Rhadinopsylla mesa
Rhadinopsylla mesa är en loppart som beskrevs av Jordan et Rothschild 1920. Rhadinopsylla mesa ingår i släktet Rhadinopsylla och familjen mullvadsloppor. Inga underarter finns listade i Catalogue of Life.